# Robert Närska
Robert Närska (* 21. September 1948 in Tartu) ist ein estnischer Wirtschaftswissenschaftler und Politiker.
Er war vom 30. Januar 1991 bis zum 21. Oktober 1992 Innenminister der Republik Estland in der Regierung von Ministerpräsident Tiit Vähi.